# Blue Haze
Blue Haze je studiové album amerického jazzového trumpetisty Milese Davise. Jeho nahrávání probíhalo 19. května 1953, 15. března 1954 a 3. dubna 1954. Jeho producenty byli Bob Weinstock a Ira Gitler. Album poprvé vyšlo v roce 1954 na 10" desce a v roce 1956 na 12" desce u vydavatelství Prestige Records.

## Seznam skladeb
| Pořadí         | Název               | Autor                                     | Délka |
| -------------- | ------------------- | ----------------------------------------- | ----- |
| 1.             | I'll Remember April | Don Raye, Gene de Paul, Patricia Johnston | 7:55  |
| 2.             | Four                | Miles Davis                               | 4:03  |
| 3.             | Old Devil Moon      | Burton Lane, Yip Harburg                  | 3:24  |
| 4.             | Smooch              | Miles Davis, Charles Mingus               | 3:06  |
| 5.             | Blue Haze           | Miles Davis                               | 6:12  |
| 6.             | When Lights are Low | Benny Carter, Spencer Williams            | 3:29  |
| 7.             | Tune Up             | Miles Davis                               | 3:56  |
| 8.             | Miles Ahead         | Miles Davis, Gil Evans                    | 4:28  |
| Celková délka: | Celková délka:      | Celková délka:                            | 36:33 |

## Obsazení
- Miles Davis – trubka
- David Schildkraut – altsaxofon
- Horace Silver – klavír
- Percy Heath – kontrabas
- Kenny Clarke – bicí
- Art Blakey – bicí
- John Lewis – klavír
- Charles Mingus – klavír
- Max Roach – bicí